# Hyalinobatrachium fleischmanni
Hyalinobatrachium fleischmanni és una espècie de granota que viu a Belize, Colòmbia, Costa Rica, El Salvador, Guatemala, Guaiana, Hondures, Mèxic, Nicaragua, Panamà i Surinam.
Està amenaçada d'extinció per la pèrdua del seu hàbitat natural.